# Communauté de communes du Beaufortain
La communauté de communes du Beaufortain, aussi appelée Confluences, est une ancienne communauté de communes française (2002-2016), située dans le département de la Savoie et la région Rhône-Alpes.

## Géographie
La communauté de communes Confluences est située au nord-est du département de la Savoie au cœur du Massif du Beaufortain. Elle est traversée par le Doron de Beaufort et a sur son territoire trois lacs d'altitude, le Lac de Roselend (lac artificiel), de la Girotte et de la Gittaz. Le Cormet de Roselend sur la commune de Beaufort permet l'accès à la haute Vallée de la Tarentaise et le Col des Saisies sur les communes de Hauteluce et Villard-sur-Doron permet l'accès vers les stations de sports d'hiver de l'Espace Diamant par Les Saisies. Son altitude varie entre 424 mètres sur la commune de Queige et 2 882 mètres à Beaufort.

## Histoire
Cette communauté de communes, appelée également "Confluences" a été créée par arrêté préfectoral du 28 novembre 2002.
Elle succède au S.I.V.O.M. du Beaufortain qui avait été créé le 20 janvier 1971.
Elle fusionne pour donner le 1er janvier 2017 la communauté d'agglomération Arlysère.

## Composition
L'intercommunalité regroupe les communes suivantes :
| Nom               | Code Insee | Gentilé      | Superficie (km2) | Population (dernière pop. légale) | Densité (hab./km2) |
| ----------------- | ---------- | ------------ | ---------------- | --------------------------------- | ------------------ |
| Beaufort (siège)  | 73034      | Beaufortains | 149,53           | 2 115 (2014)                      | 14                 |
| Hauteluce         | 73132      | Hauteluciens | 62,39            | 781 (2014)                        | 13                 |
| Queige            | 73211      | Queigerains  | 32,61            | 834 (2014)                        | 26                 |
| Villard-sur-Doron | 73317      | Villarains   | 22,21            | 690 (2014)                        | 31                 |

## Démographie
| 1968  | 1975  | 1982  | 1990  | 1999  | 2010  |
| ----- | ----- | ----- | ----- | ----- | ----- |
| 4 480 | 3 900 | 3 903 | 4 086 | 4 177 | 4 525 |

### Pyramide des âges
| Hommes | Classe d’âge | Femmes |
| ------ | ------------ | ------ |
| 0,4    | 90 ans ou +  | 0,7    |
| 5,1    | 75 à 89 ans  | 9,1    |
| 15,1   | 60 à 74 ans  | 15,9   |
| 24,0   | 45 à 59 ans  | 21,9   |
| 21,2   | 30 à 44 ans  | 20,7   |
| 15,1   | 15 à 29 ans  | 13,1   |
| 19,0   | 0 à 14 ans   | 18,6   |

| Hommes | Classe d’âge | Femmes |
| ------ | ------------ | ------ |
| 0,4    | 90 ans ou +  | 1,1    |
| 6,3    | 75 à 89 ans  | 9,5    |
| 13,8   | 60 à 74 ans  | 14,7   |
| 20,9   | 45 à 59 ans  | 20,4   |
| 21,2   | 30 à 44 ans  | 20,2   |
| 18,2   | 15 à 29 ans  | 16,5   |
| 19,4   | 0 à 14 ans   | 17,5   |

## Administration

### Statut
Le regroupement de communes a dès sa création pris la forme d’une communauté de communes. L’intercommunalité est enregistrée au répertoire des entreprises sous le code SIREN 247 300 759. Son activité est enregistrée sous le code APE 8411Z

### Présidents
| Période                                  | Période  | Identité        | Étiquette | Qualité                          |
| ---------------------------------------- | -------- | --------------- | --------- | -------------------------------- |
| 2002                                     | 2014     | Dominique Doix  | MoDem     | Conseiller municipal de Beaufort |
| 2014                                     | en cours | Annick Cressens | SE        | Maire de Beaufort                |
| Les données manquantes sont à compléter. |          |                 |           |                                  |

### Conseil communautaire
À la suite de la réforme des collectivités territoriales de 2013, les conseillers communautaires dans les communes de plus de 1000 habitants sont élus au suffrage universel direct en même temps que les conseillers municipaux. Dans les communes de moins de 1000 habitants, les conseillers communautaires seront désignés parmi le conseil municipal élu dans l'ordre du tableau des conseillers municipaux en commençant par le maire puis les adjoints et enfin les conseillers municipaux. Les règles de composition des conseils communautaires ayant changé, celui-ci comptera à partir de mars 2014 dix-neuf conseillers communautaires qui sont répartis comme suit :
| Nombre de conseillers | Communes                               |
| --------------------- | -------------------------------------- |
| 7                     | Beaufort                               |
| 4                     | Queige, Hauteluce et Villard-sur-Doron |

### Bureau
Le conseil communautaire élit un président et des vice-présidents. Ces derniers, avec d'autres membres du conseil communautaire, constituent le bureau. Le conseil communautaire délègue une partie de ses compétences au bureau et au président.
| Nom              | Fonction           | Qualité                    |
| ---------------- | ------------------ | -------------------------- |
| Annick Cressens  | Présidente         | Maire de Beaufort          |
| Edouard Meunier  | 1er vice-président | Maire de Queige            |
| Mireille Giogria | 2e vice-présidente | Maire de Hauteluce         |
| Emmanuel Huguet  | 3e vice-président  | Maire de Villard-sur-Doron |

### Compétences
Les actions qu'entreprend la Communauté de communes Confluences sont celles que les communes ont souhaité lui transférer. Ces dernières sont définies dans ses statuts.
- Création et réalisation de l'espace
- Actions de développement économique
- Protection et mise en valeur de l'environnement
- Politique du logement et du cadre de vie
- Création et gestions de voiries communales
- Équipements sportifs et culturels
- Prestations de service
- Développement social
- Transports scolaires
- Soutien financier aux associations

### Financement
La Communauté de communes Confluences, communauté de communes à fiscalité propre, perçoit une partie des quatre taxes locales (taxe d'habitation, taxe sur le foncier bâti, taxe sur le foncier non bâti et taxe professionnelle). La communauté de communes bénéficie également de différentes sources de financement : 
- Aides de l'État, notamment par le biais de la dotation globale de fonctionnement (DGF).
- Taxe d'enlèvement des ordures ménagères (TEOM) : financement de la collecte et du traitement des déchets ménagers et assimilés.
- Rétributions dans le cadre de délégations de services publics.
- Subventions de divers organismes

| Postes                                           | 2007        | 2008        | 2009        | 2010        | 2011        | 2012        |
| ------------------------------------------------ | ----------- | ----------- | ----------- | ----------- | ----------- | ----------- |
| Produits de fonctionnement                       | 5 855 000 € | 5 524 000 € | 5 709 000 € | 5 922 000 € | 6 189 000 € | 6 670 000 € |
| Charges de fonctionnement                        | 5 163 000 € | 5 198 000 € | 5 313 000 € | 5 451 000 € | 5 735 000 € | 5 681 000 € |
| Ressources d’investissement                      | 2 631 000 € | 2 748 000 € | 2 530 000 € | 1 793 000 € | 3 236 000 € | 1 720 000 € |
| Emplois d’investissement                         | 2 726 000 € | 2 408 000 € | 2 811 000 € | 2 012 000 € | 2 314 000 € | 1 974 000 € |
| Autofinancement                                  | 1 382 000 € | 969 000 €   | 1 037 000 € | 1 244 000 € | 1 162 000 € | 1 599 000 € |
| Dette                                            | 3 652 000 € | 4 365 000 € | 4 055 000 € | 3 784 000 € | 4 426 000 € | 4 079 000 € |
| Source : Ministère de l’Économie et des Finances |             |             |             |             |             |             |

### Identité visuelle
| Logotype de la Communauté de communes Confluences. | la Communauté de communes Confluences s’est dotée d’un logotype. |